# Dickson (Tennessee)
Dickson é uma cidade localizada no estado norte-americano de Tennessee, no Condado de Dickson.

## Demografia
Segundo o censo norte-americano de 2000, a sua população era de 12.244 habitantes.
Em 2006, foi estimada uma população de 13.062, um aumento de 818 (6.7%).

## Geografia
De acordo com o United States Census Bureau tem uma área de
42,9 km², dos quais 42,7 km² cobertos por terra e 0,2 km² cobertos por água. Dickson localiza-se a aproximadamente 279 m acima do nível do mar.

## Localidades na vizinhança
O diagrama seguinte representa as localidades num raio de 24 km ao redor de Dickson.